# Grand Prix Formule 1 van Duitsland 2009

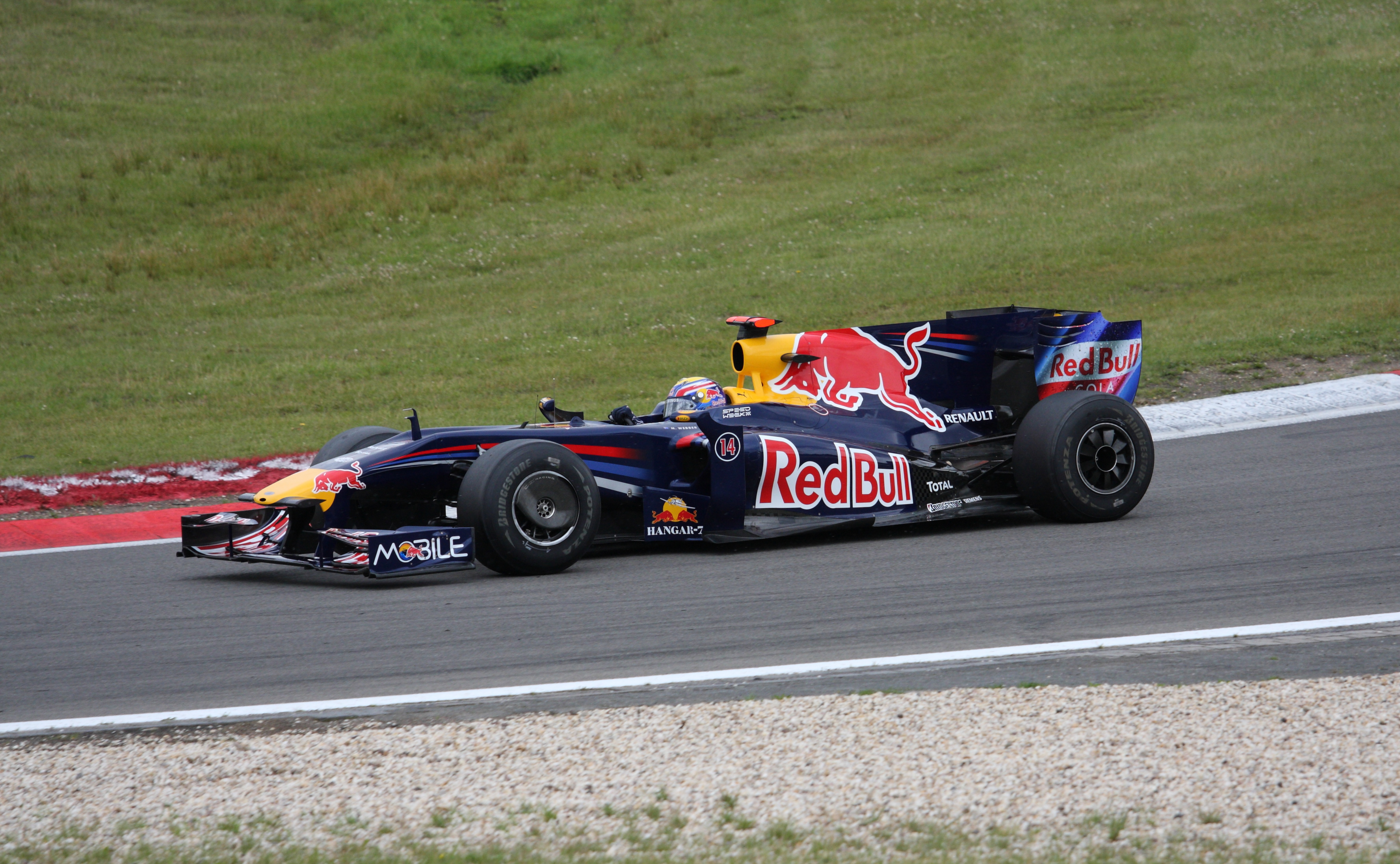
Racewinnaar Mark Webber op de Nürburgring.

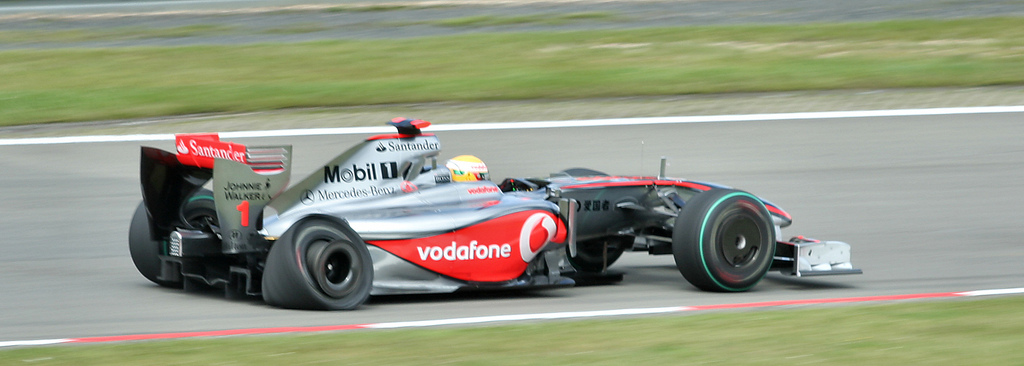
Lewis Hamilton met een lekke band.

De Grand Prix Formule 1 van Duitsland 2009 werd gehouden op 12 juli 2009 op de Nürburgring. Het was de negende race uit het kampioenschap. Red Bull-rijder Mark Webber vertrok vanaf poleposition en won de race. Het was de eerste overwinning uit zijn carrière. Webber had in de eerste ronde een aanrijding met Rubens Barrichello, waardoor de latere winnaar een drive-through straf kreeg en hij had ook een aanrijding met Lewis Hamilton, waardoor deze laatste een lekke band kreeg. Ondanks de twee aanrijdingen en de verloren tijd tijdens de drive-through won de Australiër met bijna 10 seconden voorsprong op zijn teamgenoot Sebastian Vettel. Felipe Massa eindigde op de derde plaats.

## Kwalificatie
| Positie | Nummer | Naam                 | Team                  | Q1       | Q2       | Q3       | Grid |
| ------- | ------ | -------------------- | --------------------- | -------- | -------- | -------- | ---- |
| 1       | 14     | Mark Webber          | Red Bull-Renault      | 1:31.257 | 1:38.038 | 1:32.230 | 1    |
| 2       | 23     | Rubens Barrichello   | Brawn-Mercedes        | 1:31.482 | 1:34.455 | 1:32.357 | 2    |
| 3       | 22     | Jenson Button        | Brawn-Mercedes        | 1:31.568 | 1:39.032 | 1:32.473 | 3    |
| 4       | 15     | Sebastian Vettel     | Red Bull-Renault      | 1:31.430 | 1:39.504 | 1:32.480 | 4    |
| 5       | 1      | Lewis Hamilton       | Team McLaren-Mercedes | 1:31.473 | 1:39.149 | 1:32.616 | 5    |
| 6       | 2      | Heikki Kovalainen    | Team McLaren-Mercedes | 1:31.881 | 1:40.826 | 1:33.859 | 6    |
| 7       | 20     | Adrian Sutil         | Force India-Mercedes  | 1:32.015 | 1:36.740 | 1:34.316 | 7    |
| 8       | 3      | Felipe Massa         | Ferrari               | 1:31.600 | 1:41.708 | 1:34.574 | 8    |
| 9       | 4      | Kimi Räikkönen       | Ferrari               | 1:31.869 | 1:41.730 | 1:34.710 | 9    |
| 10      | 8      | Nelson Piquet jr.    | Renault               | 1:32.128 | 1:35.737 | 1:34.803 | 10   |
| 11      | 6      | Nick Heidfeld        | BMW Sauber            | 1:31.771 | 1:42.310 |          | 11   |
| 12      | 7      | Fernando Alonso      | Renault               | 1:31.302 | 1:42.318 |          | 12   |
| 13      | 17     | Kazuki Nakajima      | Williams-Toyota       | 1:31.884 | 1:42.500 |          | 13   |
| 14      | 9      | Jarno Trulli         | Toyota                | 1:31.760 | 1:42.771 |          | 14   |
| 15      | 16     | Nico Rosberg         | Williams-Toyota       | 1:31.598 | 1:42.859 |          | 15   |
| 16      | 5      | Robert Kubica        | BMW Sauber            | 1:32.190 |          |          | 16   |
| 17      | 12     | Sébastien Buemi      | Toro Rosso-Ferrari    | 1:32.251 |          |          | 17   |
| 18      | 21     | Giancarlo Fisichella | Force India-Mercedes  | 1:32.402 |          |          | 18   |
| 19      | 10     | Timo Glock           | Toyota                | 1:32.423 |          |          | 20   |
| 20      | 11     | Sébastien Bourdais   | Toro Rosso-Ferrari    | 1:33.559 |          |          | 19   |

## Race
| Positie | Nummer | Coureur              | Team                 | Rondes | Tijd/Oorzaak uitval | Startplaats | Punten |
| ------- | ------ | -------------------- | -------------------- | ------ | ------------------- | ----------- | ------ |
| 1       | 14     | Mark Webber          | Red Bull-Renault     | 60     | 1:36:43.310         | 1           | 10     |
| 2       | 15     | Sebastian Vettel     | Red Bull-Renault     | 60     | +9.252              | 4           | 8      |
| 3       | 3      | Felipe Massa         | Ferrari              | 60     | +15.906             | 8           | 6      |
| 4       | 16     | Nico Rosberg         | Williams-Toyota      | 60     | +21.099             | 15          | 5      |
| 5       | 22     | Jenson Button        | Brawn-Mercedes       | 60     | +23.609             | 3           | 4      |
| 6       | 23     | Rubens Barrichello   | Brawn-Mercedes       | 60     | +24.468             | 2           | 3      |
| 7       | 7      | Fernando Alonso      | Renault              | 60     | +24.888             | 12          | 2      |
| 8       | 2      | Heikki Kovalainen    | McLaren-Mercedes     | 60     | +58.692             | 6           | 1      |
| 9       | 10     | Timo Glock           | Toyota               | 60     | +1:01.457           | 20          |        |
| 10      | 6      | Nick Heidfeld        | BMW Sauber           | 60     | +1:01.925           | 11          |        |
| 11      | 21     | Giancarlo Fisichella | Force India-Mercedes | 60     | +1:02.327           | 18          |        |
| 12      | 17     | Kazuki Nakajima      | Williams-Toyota      | 60     | +1:02.876           | 13          |        |
| 13      | 8      | Nelson Piquet jr.    | Renault              | 60     | +1:08.328           | 10          |        |
| 14      | 5      | Robert Kubica        | BMW Sauber           | 60     | +1:09.555           | 16          |        |
| 15      | 20     | Adrian Sutil         | Force India-Mercedes | 60     | +1:11.941           | 7           |        |
| 16      | 12     | Sébastien Buemi      | Toro Rosso-Ferrari   | 60     | +1:30.225           | 17          |        |
| 17      | 9      | Jarno Trulli         | Toyota               | 60     | +1:30.970           | 14          |        |
| 18      | 1      | Lewis Hamilton       | McLaren-Mercedes     | 59     | +1 ronde            | 5           |        |
| DNF     | 4      | Kimi Räikkönen       | Ferrari              | 34     | Radiator            | 9           |        |
| DNF     | 11     | Sébastien Bourdais   | Toro Rosso-Ferrari   | 18     | Hydraulica          | 19          |        |

## Noot
- Dit was de eerste pole position en de eerste Grand Prix-winst voor Mark Webber. Webber won zijn eerste race pas in zijn 130ste Grand Prix, en hiermee verbrak hij het 'record' van Rubens Barrichello die 123 Grands Prix moest wachten tot zijn eerste Grand Prix-winst tijdens de Grote Prijs van Duitsland van 2000.

1931 · 1932 · 1934 · 1935 · 1936 · 1937 · 1938 · 1939 · 1951 · 1952 · 1953 · 1954 · 1956 · 1957 · 1958 · 1959 · 1961 · 1962 · 1963 · 1964 · 1965 · 1966 · 1967 · 1968 · 1969 · 1970 · 1971 · 1972 · 1973 · 1974 · 1975 · 1976 · 1977 · 1978 · 1979 · 1980 · 1981 · 1982 · 1983 · 1984 · 1985 · 1986 · 1987 · 1988 · 1989 · 1990 · 1991 · 1992 · 1993 · 1994 · 1995 · 1996 · 1997 · 1998 · 1999 · 2000 · 2001 · 2002 · 2003 · 2004 · 2005 · 2006 · 2008 · 2009 · 2010 · 2011 · 2012 · 2013 · 2014 · 2016 · 2018 · 2019